# Дуйгу Асена
Дуйгу Асена (тур. Duygu Asena; 19 квітня 1946, Стамбул, Туреччина — 30 липня, 2006, там само) — турецька журналістка, письменниця, авторка і феміністка.

## Життєпис
Народилася в Стамбулі, Туреччина 1946 році. Її дід був особистим секретарем Ататюрка.
Після закінчення приватного коледжу для дівчаток в Кадикеї закінчила Стамбульський університет за спеціальністю педагогіка. Два роки працювала в дитячій поліклініці, в лікарні Хасекі і в дитячому будинку Стамбульського університету як педагогиня.
Дуйгу Асена померла від раку мозку, з яким боролася протягом двох років, перебуваючи в Стамбулі в американському госпіталі. Похована на цвинтарі Зінджірлікую.

## Кар'єра
Як журналістка Дуйгу Асена почала писати і публікуватися 1972 року. Її першу статтю опубліковано в газеті «Гюррієт». Від 1976 до 1978 року працювала копірайтеркою у рекламному агентстві. Від 1978 року працювала редакторкою у видавництві, відповідаючи за випуск кількох жіночих журналів, таких як «Kadınca», «Onyedi», «Ev Kadını», «Bella», «Kim» і «Negatif».
У 1980-х роках Дуйгу Асена стала лідеркою руху за права жінок і їх положення в Туреччині. У публікаціях у ЗМІ вона писала про шлюб, нерівність і насильство проти жінок. У свій час вона втратила роботу, закохавшись у колегу. При цьому вона усвідоміла, що турецького чоловіка ніколи б не звільнили за подібних обставин.
У своїй першій книзі «Kadının Adı Yok» («Жінка без імені») Асена різко критикувала утиск жінок і примусові шлюби без любові. Роман, опублікований 1987 року, став бестселером. 1998 року, після 40 перевидань, книгу заборонив уряд через, як заявлялося, непристойності, небезпеки її змісту для дітей і підриву шлюбних засад. Після двох років судової тяганини заборону на роман зняли. Переклад книги випущено в Німеччині і Нідерландах. Книга стала бестселером і в Греції. 
Друга книга «Aslında Aşk Yok» може розглядатися як продовження першої. Її також перекладено іноземними мовами і видано за кордоном. Всі подальші книги Асена стали бестселерами.
Від 1992 до 1997 року письменниця вела програму на державному каналі ТРТ 2. Як журналістка працювала в газетах «Міллійєт», «Джумхурієт» і «Ярин». Дуйгу Асена також зіграла ролі в трьох фільмах «Umut Yarıda Kaldı» («Надія розбивається»), «Yarın Cumartesi» («Завтра субота») і «Bay E» («Пан E»).

## Нагороди
- 1988 — «Людина на вершині», премія журналу «Nokta»;
- 1988 — «Кращий автор», премія Босфорського університету;
- 1995 — «Кращий автор», премія Босфорського університету;
- 1998 — «75 жінок у 75 років».